# RS del Cranc
RS del Cranc (RS Cancri) és un estel variable a la constel·lació del Cranc, Càncer de magnitud aparent mitjana +6,08. S'hi troba aproximadament a 470 anys llum del sistema solar.
RS Cancri és una gegant vermella rica en oxigen de tipus espectral M6IIIase i 3.200 K de temperatura superficial. S'hi troba en les últimes fases de l'evolució estel·lar, mostrant un excés d'elements del procés S i línies de tecneci en el seu espectre. És una estrella S intrínseca amb massa actual estimada en un 20% major que la massa solar; no obstant això, hom pensa que en l'edat zero de la seqüència principal (ZAMS) tenia una massa de 1,5 masses solars. Ha estat perdent massa estel·lar al ritme de 10-7 masses solars per any durant els últims 200.000 - 300.000 anys. De fet, observacions fetes amb l'observatori espacial IRAS van manifestar l'existència d'un embolcall separat al voltant de l'estel. Els últims episodis de pèrdua de massa mostren una geometria bipolar.
De gran grandària, RS Cancri posseeix un radi 192 vegades major que el radi solar, equivalent a 0,90 ua. La seua metal·licitat —abundància relativa d'elements més pesats que l'heli— és una mica inferior a la del Sol ([Fe/H] = -0,11). Catalogada com a variable semiregular SRC: —variables amb una amplitud de la variació d'aproximadament una magnitud i un període comprès entre 30 i milers de dies—, la seva lluentor fluctua entre magnitud +6,2 i +7,0 amb períodes de 130 i 250 dies.